# 이브 라로크
이브 라로크(Yves Larock, 1977년 4월 20일 ~ )는 스위스의 디스크자키이다. "Zookey" 과 "Rise up"로 잘 알려져 있다.